# Stichopogon ramakrishnai
Stichopogon ramakrishnai is een vliegensoort uit de familie van de roofvliegen (Asilidae). De wetenschappelijke naam van de soort is voor het eerst geldig gepubliceerd in 1988 door Joseph & Parui.